# Chervona Ruta
Chervona Ruta (em ucraniano: Червона рута) é um grupo musical ucraniano, fundado em 1971 por Anatoly Evdokimenko e Sofia Rotaru na Universidade de Chernivtsi e amplamente conhecido na União Soviética pelas suas músicas Europop e Euro-disco até 1990.